# نايبين
نايبين (بالفارسية: ناي بين) هي قرية في منطقة تركمان الريفية في المنطقة الوسطى من مقاطعة أرومية في محافظة أذربيجان الغربية في إيران. في تعداد عام 2006 ، بلغ عدد سكانها 422 نسمة في 109 أسرة.